# Rivoira (azienda)
Rivoira S.r.l. è una azienda italiana che opera nel settore della produzione e distribuzione di gas industriali allo stato liquido e gassoso e nella costruzione di impianti, sempre per il gas.

## Storia
Rivoira viene fondata il 1º luglio 1920 a Torino da Guglielmo Rivoira con il nome di  Ditta Guglielmo Rivoira, Fabbrica ossigeno e altri gas, diventata successivamente EIR S.p.A. - Esercizio Industrie Rivoira S.p.A.. Dal 27 agosto 1962 è semplicemente Rivoira S.p.A..
Nel 1976, EGAM, grazie ad un finanziamento da 1 miliardo di lire ricevuto da Banca Nazionale del Lavoro, acquista il 75% di Rivoira, costituendo una controllata in Lussemburgo, ISAI International, tramite cui ha effettuato la compravendita. Nel 1977 registra commesse in tutta Europa, in Iran, Turchia ed Algeria.
Con il decreto legge 103/77 diventa parte del gruppo IRI. Negli anni ottanta i francesi di Air Liquide entrano nell'azionariato con il 21.6% delle quote. Fattura in quegli anni 80 miliardi di lire e occupa 700 dipendenti negli stabilimenti di Torino, Chivasso, Novara, Terni, Anagni, San Salvo, Chieti.
Rivoira viene considerata da Romano Prodi, presidente IRI, una società strategica, in quanto nel 1984 il mercato italiano dei gas tecnici era dominato dai francesi, che, tramite SIO-Air Liquide detenevano il monopolio del settore, con una quota di mercato del 50-60%: si ravvisava quindi la necessità di un attore italiano che ne controbilanciasse la presenza.
Nel 1985 viene acquisita da EniChimica che poi conferisce la partecipazione in Italiana Gas Industriali (Enichem-Union Carbide), da cui Enichem uscirà nel 1993, e nel 1996 viene incorporata in IGI, che nel frattempo è diventata di proprietà dell'americana Praxair (con il 60% di Rivoira, nata nel 1992 come spin off di Union Carbide) e della Famiglia Sestini, tramite Flow Fin (a sua volta proprietaria del pacchetto di controllo Siad) con il 40%.
Nell'estate 2018 le attività europee della Praxair sono rilevate per 4,9 miliardi di euro dal gruppo giapponese Taiyo Nippon Sanso Corporation, con una lunga esperienza nell'industria del gas, che così entra nel mercato europeo attraverso la Nippon Gases Europe.